# Sound of Silver
| Совокупная оценка    | Совокупная оценка |
| Источник             | Оценка            |
| -------------------- | ----------------- |
| Metacritic           | (86/100)          |
| Оценки критиков      |                   |
| Источник             | Оценка            |
| Allmusic             | [ 11 ]            |
| Entertainment Weekly | A−                |
| The Guardian         | [ 13 ]            |
| NME                  | (8/10)            |
| Pitchfork Media      | (9.2/10)          |
| PopMatters           | (7/10)            |
| Punknews.org         | [ 17 ]            |
| Роберт Кристгау      | [ 18 ]            |
| Rolling Stone        | [ 19 ]            |
| Spin                 | [ 20 ]            |
| Uncut                | [ 21 ]            |
| Yahoo! Music         | [ 22 ]            |

Sound of Silver — второй студийный альбом американской рок-группы LCD Soundsystem, выпущенный 12 марта 2007 года.

## История
В течение нескольких недель до и после выхода альбома, он был доступен для бесплатного прослушивания на странице группы в MySpace. Видео на песню «North American Scum» также было размещено на MySpace, 8 февраля 2007 года.
12 марта 2007, в день официального британского релиза Sound of Silver, ремикс-версия альбома была выложена в интернет, все вырученные средства пошли на благотворительность.
Альбом достиг 28 строчки в UK Albums Chart. Джеймс Мёрфи заявил, что ему бы хотелось, чтобы диск попал в Top 40 американского чарта Billboard. Но, он дебютировал под номером 46.
Альбом посвящён «памяти д-ра Джорджа Камена (1942—2006), одного из величайших умов своего или любого поколения». Врач болгарского происхождения был пионером групповой терапии и открыл практику в Нью-Йорке.

## Отзывы критиков
Sound of Silver получил восторженные отзывы критиков. The Guardian поставил альбому 5-звёзд из пяти в своём обзоре, а музыкальный сайт Pitchfork Media дал альбому 9.2 балла из 10 и поставил «All My Friends» на второе место, в списке «лучших песен десятилетия», а через месяц сам альбом занял 17 строчку в аналогичном рейтинге издания. К концу 2007 года, запись заняла 10-е место, в рейтинге альбомов с лучшими отзывами на сайте Metacritic.
В декабре 2007 года было объявлено, что альбом номинирован на премию Грэмми в номинации «Лучший электронный/танцевальный альбом». Также, он был номинирован на награду Shortlist Music Prize, но проиграл альбому The Reminder певицы Feist. Sound of Silver был назван альбомом года по версии изданий — Guardian, Uncut и Drowned in Sound. Pitchfork Media назвал два трека из альбома — «Someone Great» и «All My Friends» одними из десяти лучших песен 2007 года. Entertainment Weekly и Rolling Stone причислил его к семи лучшим альбомом года. В 2008 году, альбом попал в список «50 лучших альбомов последних 25 лет» журнала Entertainment Weekly. В январе 2008 года он был назван альбомом года в опросах — Pazz & Jop и Idolator Pop '07. Журнал Time назвал «All My Friends» одной из 10 лучших песен 2007 года, присудив ей на четвёртое место.
Альбом стал #5 в списке «100 лучших альбомов десятилетия» по версии Rhapsody и занял 23 место в аналогичном списке онлайн-магазина Resident Advisor.
В 2012 году альбом занял 395 строчку в списке «500 величайших альбомов всех врёмен» по версии журнала Rolling Stone.

## Список композиций
Слова и музыка всех песен — Джеймс Мёрфи, за исключением отмеченных.
| №  | Название                                           | Автор(ы)                               | Длительность |
| -- | -------------------------------------------------- | -------------------------------------- | ------------ |
| 1. | «Get Innocuous!»                                   | Джеймс Мёрфи, Тайлер Поуп              | 7:11         |
| 2. | «Time to Get Away»                                 | Джеймс Мёрфи, Пэт Махоуни, Тайлер Поуп | 4:11         |
| 3. | «North American Scum»                              |                                        | 5:25         |
| 4. | «Someone Great»                                    |                                        | 6:25         |
| 5. | «All My Friends»                                   | Джеймс Мёрфи, Пэт Махоуни, Тайлер Поуп | 7:37         |
| 6. | «Us v Them»                                        | Джеймс Мёрфи, Пэт Махоуни, Тайлер Поуп | 8:29         |
| 7. | «Watch the Tapes»                                  |                                        | 3:55         |
| 8. | «Sound of Silver»                                  |                                        | 7:07         |
| 9. | «New York, I Love You but You're Bringing Me Down» | Джеймс Мёрфи, Пэт Махоуни, Тайлер Поуп | 5:35         |